# Глухой ретрофлексный сибилянт
Глухой ретрофлексный сибилянт — согласный звук, который присутствует в некоторых языках (например, в русском: [ш]).

## Свойства
- Способ образования — свистящий фрикативный, что значит, что воздушная струя должна быть выпущена через узкий канал, вызывая высокочастотное дрожание.
- По месту образования согласная ретрофлексная, что значит, что звук производится с немного загнутым кончиком языка, или что согласная постальвеолярная, но без палатализации. То есть, кроме собственно произношения с загнутым кончиком языка, контакт может быть также апикальным (с заострённым кончиком) и ламинальным (плоским).
- Звук глухой, что значит, что при его произношении голосовые связки расслаблены.
- Это оральный согласный, что означает, что звук проходит только через рот.
- Согласный центральный, то есть воздушная струя проходит по центру языка, а не по бокам.
- Механизм образования воздушной струи — лёгочный экспираторный, что значит, что звук производится выталкиванием воздуха из лёгких через речевой тракт, а не через голосовую щель или рот.

## Распространение
В приведённых транскрипциях могут быть использованы диакритические знаки для различия между апикальным [ʂ̺] и ламинальным [ʂ̻].
| Язык        | Язык             | Слово      | МФА                | Перевод           |
| ----------- | ---------------- | ---------- | ------------------ | ----------------- |
| Абхазский   | Абхазский        | амш        | [amʂ]              | 'день'            |
| Адыгейский  | Адыгейский       | пшъашъэ    | [pʂaːʂa]           | 'девушка'         |
| Китайский   | Севернокитайский | 石 ши      | [ʂ̺ɻ̩˧˥]             | 'камень'          |
| Фарерский   | Фарерский        | fýrs       | [fʊʂ]              | 'восемьдесят'     |
| Малаялам    | Малаялам         | കഷ്ടി        | [käʂʈi]            | 'скудный'         |
| Норвежский  | Норвежский       | forsamling | [fɔʂɑmːlɪŋ]        | 'сбор'            |
| Пушту       | южный диалект    | ښودل       | [ʂ̺odəl]            | 'показывать'      |
| Польский    | Польский         | szum       | МФА: [ˈʂ̻um]о файле | 'шум'             |
| Русский     | Русский          | шут        | [ʂut̪ʰ]             | 'шут'             |
| Сицилийский | Сицилийский      | strata     | [ˈʂːaːta]          | 'улица'           |
| Словацкий   | Словацкий        | šatka      | [ˈʂatka]           | 'платок'          |
| Шведский    | Шведский         | fors       | [fɔʂ]              | 'речной порог'    |
| Телугу      | Телугу           | అభిలాషి       | [ʌbʱilaːʂi]        | 'тот, кто желает' |
| Чувашский   | Чувашский        | тăшман     | [təʂ'man]          | 'враг'            |
| Вьетнамский | южные диалекты   | sữa        | [ʂɨə˧ˀ˥]           | 'молоко'          |
| Носу        | Носу             | ꏂ shy     | [ʂ̺ɿ˧]              | 'золото'          |